# Mohamed Bennouna
Mohamed Bennouna (Marrakesh, 29 april 1943) is een Marokkaans diplomaat en jurist, die sinds 2006 rechter is bij het Internationaal Gerechtshof in Den Haag, de belangrijkste gerechtelijke instantie van de Verenigde Naties.

## Achtergrond
Bennouna studeerde publiekrecht en politicologie aan de Universiteit van Nancy en de Sorbonne in Parijs. In 1970 behaalde hij een diploma van de Haagsche Academie voor Internationaal Recht. Twee jaar later werd hij benoemd tot hoogleraar publiekrecht en politicologie aan de Sorbonne. In 1974 promoveerde Bennouna aan de Universiteit van Nancy in het volkenrecht. Van 1975 tot 1984 was hij hoogleraar aan de rechtenfaculteit van de Mohammed V-Universiteit in Rabat/Casablanca, waarvan hij ook decaan was. Bennouna was verder gasthoogleraar in Tunis, Algiers, Nice, New York, Thessaloniki en Parijs. In deze laatste stad was hij van 1991 tot 1998 directeur van het Institut du monde arabe.
Bennouna ontving verschillende onderscheidingen, waaronder een benoeming tot Ridder in het Franse Legioen van Eer. Hij is getrouwd en vader van drie kinderen.

## Carrière bij de Verenigde Naties
In 1974 werd Bennouna juridisch adviseur van de Marokkaanse delegatie bij de Algemene Vergadering van de Verenigde Naties. In 1985 werd hij benoemd tot vice-ambassadeur en in 2001 tot ambassadeur van de Marokkaanse vertegenwoordiging, wat hij tot 2006 zou blijven. Bennouna bekleedde verschillende andere functies bij de VN, waaronder van 1986 tot 1998 het lidmaatschap van de Commissie voor Internationaal Recht in Genève. Van 1998 tot 2001 was hij rechter bij het Joegoslavië-tribunaal in Den Haag. In 2006 werd Bennouna benoemd tot rechter bij het Internationaal Gerechtshof.

## Publicaties
Bennouna is tevens auteur van een groot aantal boeken en artikelen over internationaal recht, waaronder:
- 1974: Le consentement à l’ingérence militaire dans les conflits internes
- 1982: Le droit international relatif aux matières premières
- 1983: Le droit international du développement
- 1990: La spécificité du Maghreb arabe

- Bibsys: 90507556
- Bibliothèque nationale de France: cb118912308 (data)
- Gemeinsame Normdatei: 141794453
- International Standard Name Identifier: 0000 0001 1041 3333
- Library of Congress Control Number: n83200279
- Nationale Bibliotheek van Israël: 987007517040805171
- Nederlandse Thesaurus van Auteursnamen: 070411492
- Système universitaire de documentation: 026718138
- Virtual International Authority File: 17218912
- WorldCat: E39PBJvH8BbdRppxJxRWFygBT3